# Grande procession de Tournai
La Grande procession de Tournai est une manifestation religieuse en l'honneur de Notre-Dame flamande dont l'origine remonte au XIe siècle. Elle constitue un événement majeur de la vie de la cité des Cinq Clochers, à la fois sur le plan religieux, historique et artistique. Depuis plus de neuf siècles, une fois par an, le deuxième weekend de septembre, la Grande Procession parcourt les rues de la ville, témoignage de la fidélité des Tournaisiens à la manifestation religieuse sans doute la plus ancienne de Belgique. En 2021, elle est reprise parmi les chefs-d'œuvre du Patrimoine oral et immatériel de la Fédération Wallonie-Bruxelles.
Aujourd’hui, à l’aube d’un millénaire qui se voudrait aussi empreint de spiritualité, au-delà des frontières linguistiques et politiques, la Procession rappelle les liens étroits entre la Flandre et la France. Tournai ne fut-elle pas en son temps la capitale religieuse du Comté de Flandre ? Et n’était-elle pas également le berceau des rois Francs ?
Mais, que l’on partage ou non la foi chrétienne, toute personne sensible à la beauté ne pourra pas demeurer indifférente devant les châsses, les statues, les têtes et bras-reliquaires qui constituent le Trésor exceptionnel de la Cathédrale Notre-Dame et des paroisses environnantes.
Par ses musiques, par la richesse des décorations florales, par ses rues pavoisées, par ses costumes colorés, la Grande Procession est donc aussi une fête de l’harmonie et de la grâce. Une fête de la Réconciliation, aussi, où il est permis à tous, de quelque manière qu’on l’appréhende, d’y trouver prétexte et motif de communion.

## Les origines

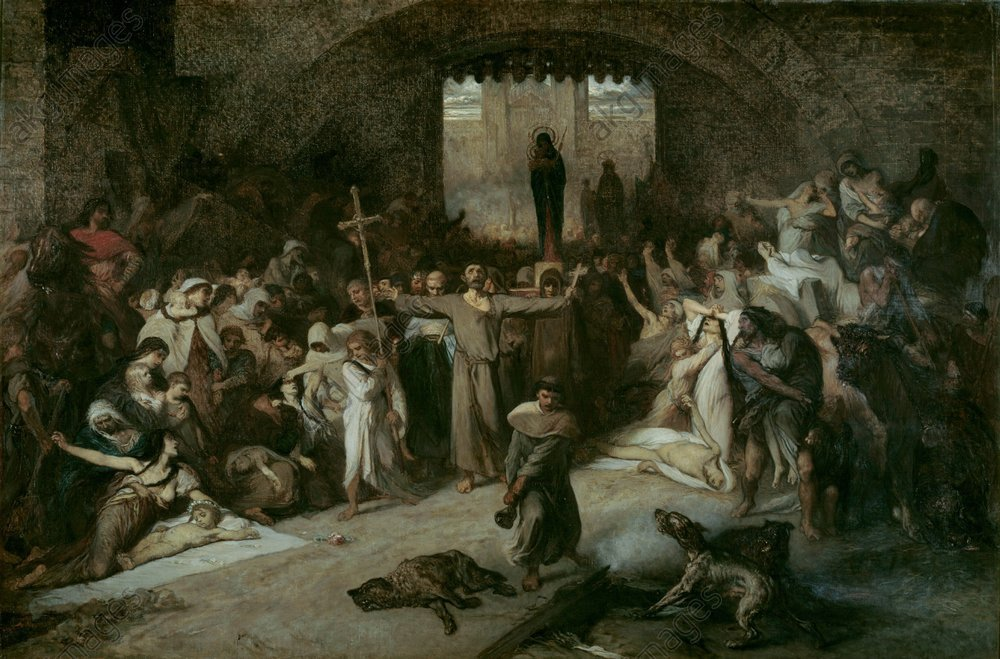
La peste de Tournai en 1092. Tableau de Louis Gallait (1882) représentant l'évêque Rabdod II à la tête de la Grande procession. Musée des Beaux-arts de Tournai.

En 1092, le comté de Flandre et Tournai, sa métropole religieuse, sont désolés par des épidémies qui déciment la population. Il s'agit d'une crise d'ergotisme qui sera appelée "peste" comme d'autres maladies mortelles non identifiées à cette époque. Il ne s'agit pas de la vraie peste (bacille de Yersin) qui sévira plus tard. La maladie est interprétée, selon l'habitude de cette époque, comme un châtiment divin. Les fidèles se pressent dans l’église-mère du diocèse pour invoquer la protection de la Vierge Marie qu’ils vénèrent sous le vocable de Notre-Dame des Malades. L’évêque Radbod II - également évêque de Noyon - rejoint ses fidèles, exhorte chacun à amender sa vie au cours de sermons enflammés et ordonne une procession de pénitence. À cette fin, les fidèles font le tour de la cité en portant la statue de la Vierge et les reliques des saints. Le fléau ayant disparu (l'ergotisme n'est pas une maladie contagieuse mais est lié à la consommation de seigle avarié), il est décidé, en signe de reconnaissance, de répéter cette marche annuelle.
Les dons très abondants permettent de renverser la vieille église carolingienne pour la remplacer par une cathédrale romane. Au XIIIe siècle, la mode architecturale ayant évolué, cette même générosité sera à l’origine du chœur gothique.
Aux XIIIe et XIVe siècles, plus de 32 villes envoient des délégations mais la plus brillante ambassade vient, sans aucun doute, de Gand, capitale du Comté.
Trois processions parcourent la ville et les environs la nuit et le matin du 14 septembre (Jour de l’Exaltation de la Croix). À minuit, un premier cortège conduit un membre du clergé de la cathédrale portant la relique de la Croix. À l’aube, un second cortège groupe les fidèles gantois autour de
la châsse de Notre-Dame, qui renferme les principales reliques de la cathédrale et dont les panneaux retracent des scènes de la vie de la Vierge. Dans la matinée, enfin, l’hommage solennel des fidèles de la Ville et du diocèse déroule ses fastes.
Au XVIe siècle, les événements liés à la Réforme déchirent le pays et réduisent le nombre de pèlerins ainsi que leur ferveur. En 1566, à cause des iconoclastes et de leurs « saccagements », la procession ne fut pas organisée : exception unique dans sa longue histoire.
Au XVIIe siècle, la Contre-Réforme permet au culte à la Vierge de retrouver toute sa vigueur. Désormais, le pèlerinage se situe aussi uniquement dans l’intra-muros.
Chose curieuse : la Révolution française épargna l’ancienne procession.
En 1892, de grandioses cérémonies commémorèrent le huitième centenaire de l’institution. Bruges, Gand, Lille, Mons et Soignies envoyèrent d’importantes délégations.
En 1992, pour le neuvième centenaire, l’éclat fut tout aussi brillant.

## La Procession aujourd'hui
Aujourd’hui, chaque année, le deuxième dimanche de septembre, un étonnant cortège parcourt les rues de Tournai. Les pèlerins entourent les statues et reliquaires, richement fleuris, des Saints et de la Vierge vénérés dans les églises de Tournai. On y voit des châsses et des statues, véritables trésors d’art religieux, portées par de nombreux fidèles, qui se pressent comme jadis à l’ombre de la cathédrale aux Cinq Clochers. La procession rassemble ainsi, autour du clergé, toutes les catégories sociales et tous les métiers, dans une démarche qui témoigne de la fidélité séculaire de la population à la manifestation religieuse sans doute la plus ancienne de Belgique.

## Galerie de photos

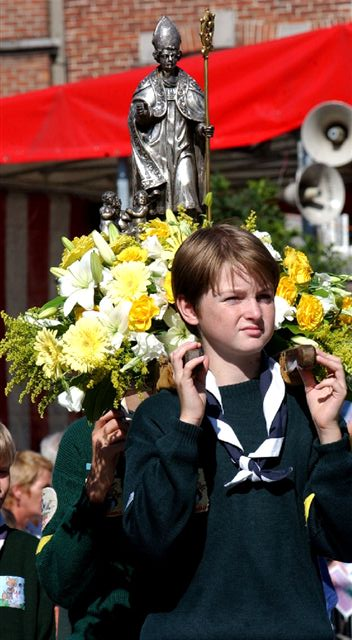
Saint Nicolas
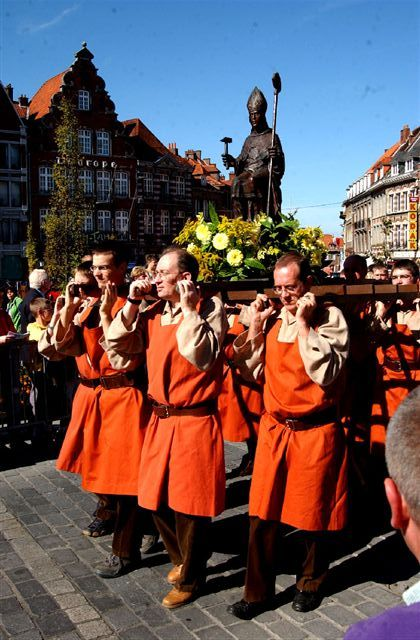
Saint Éloi
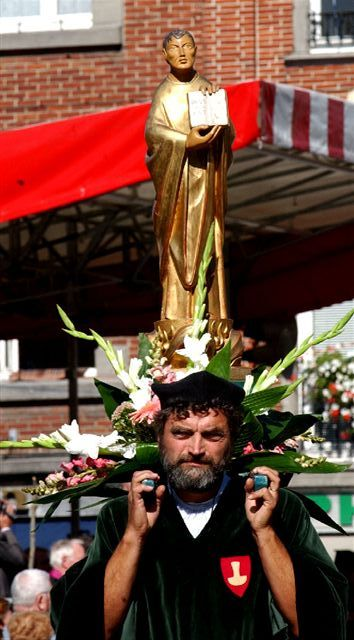
Saint Jean de la Porte Latine
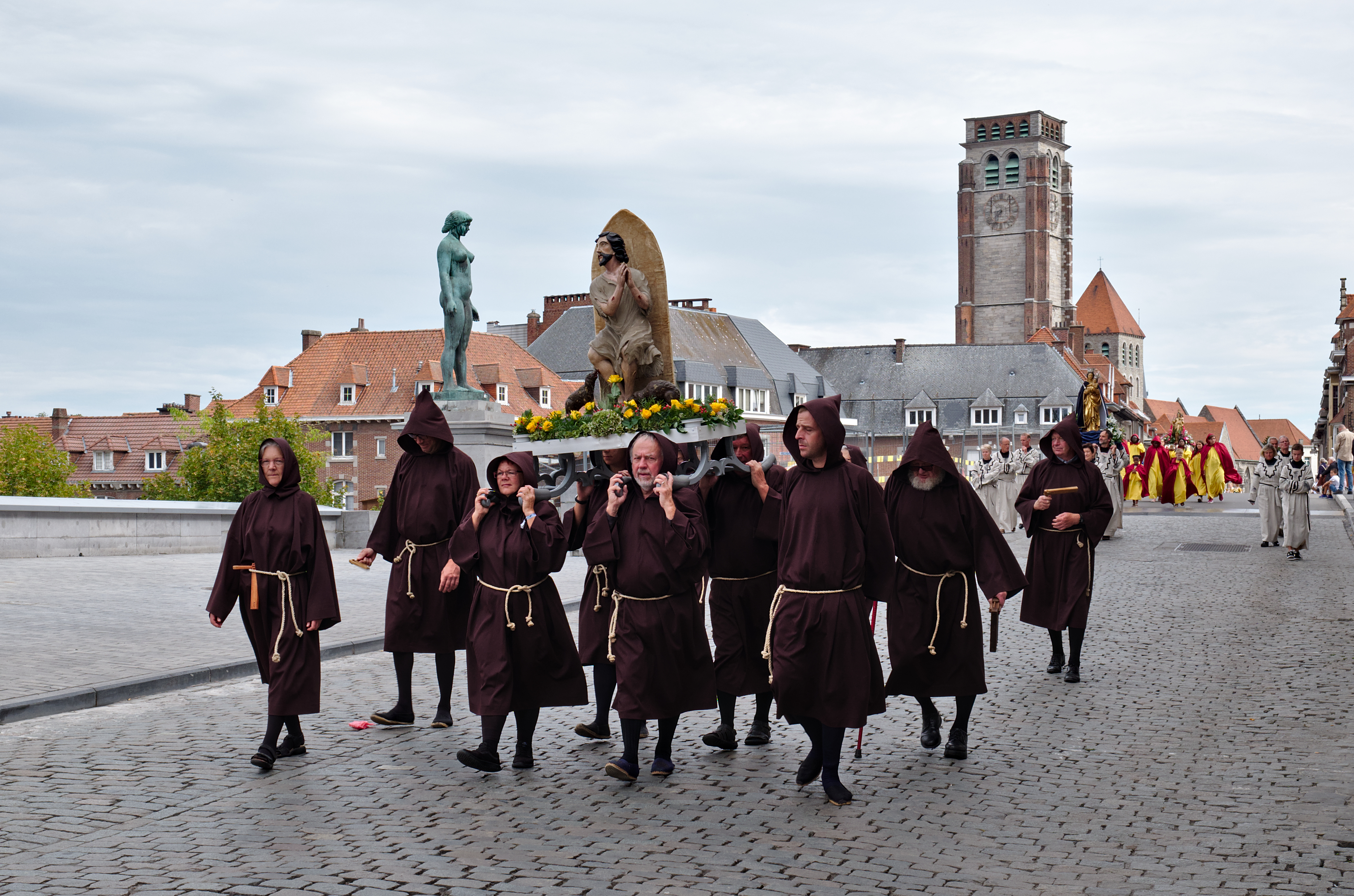
Saint Lazare
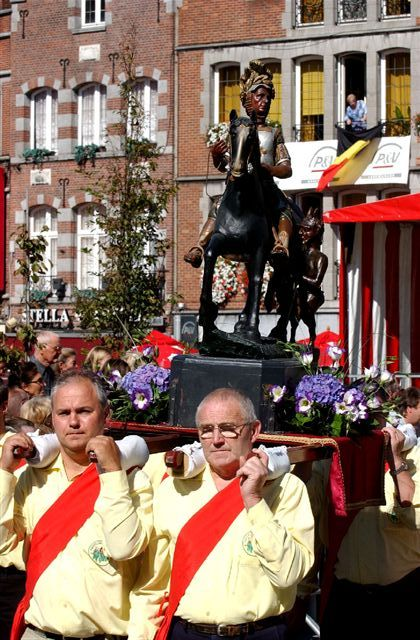
Saint Hermès
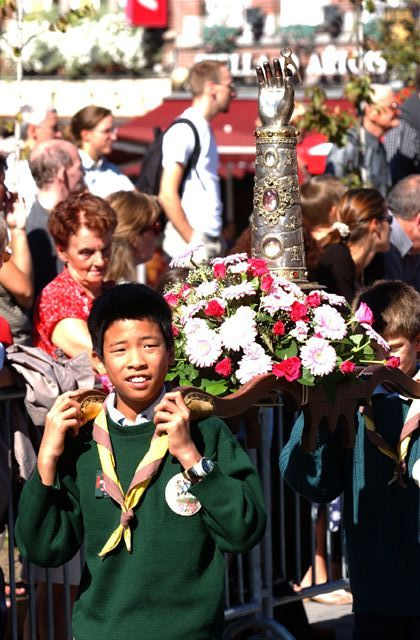
Bras-reliquaire de sainte Apolline
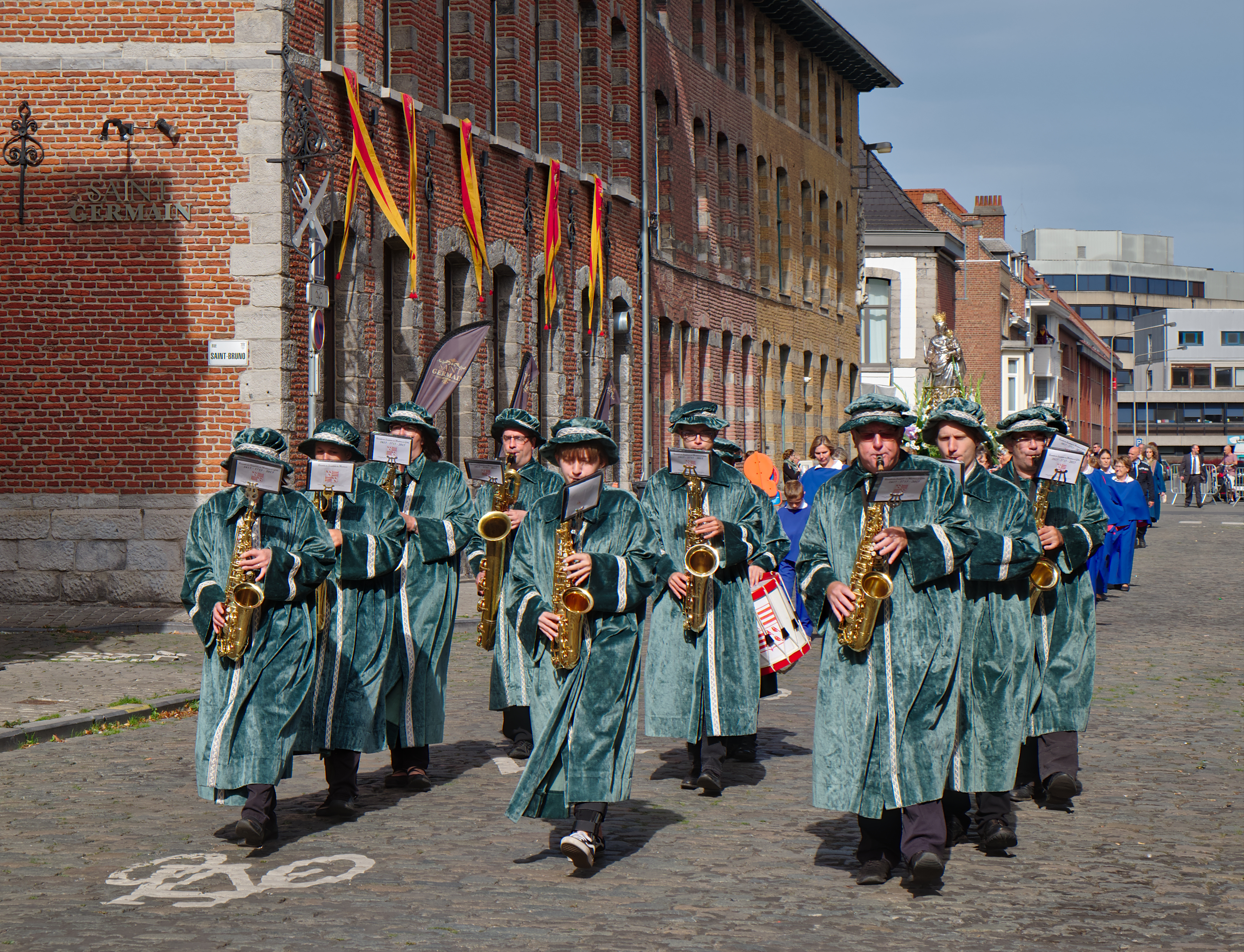
Brass band
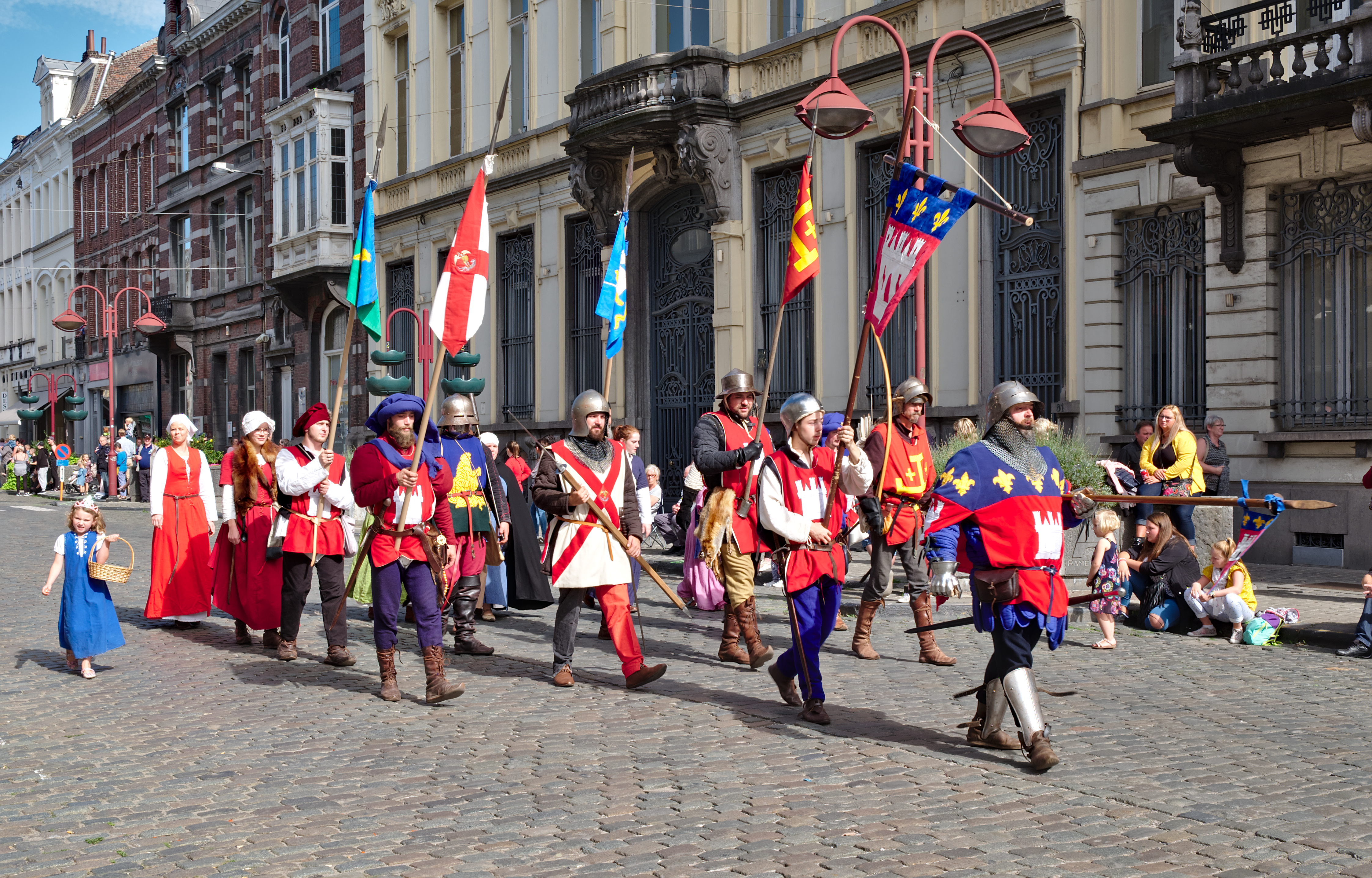
Groupe des Serments
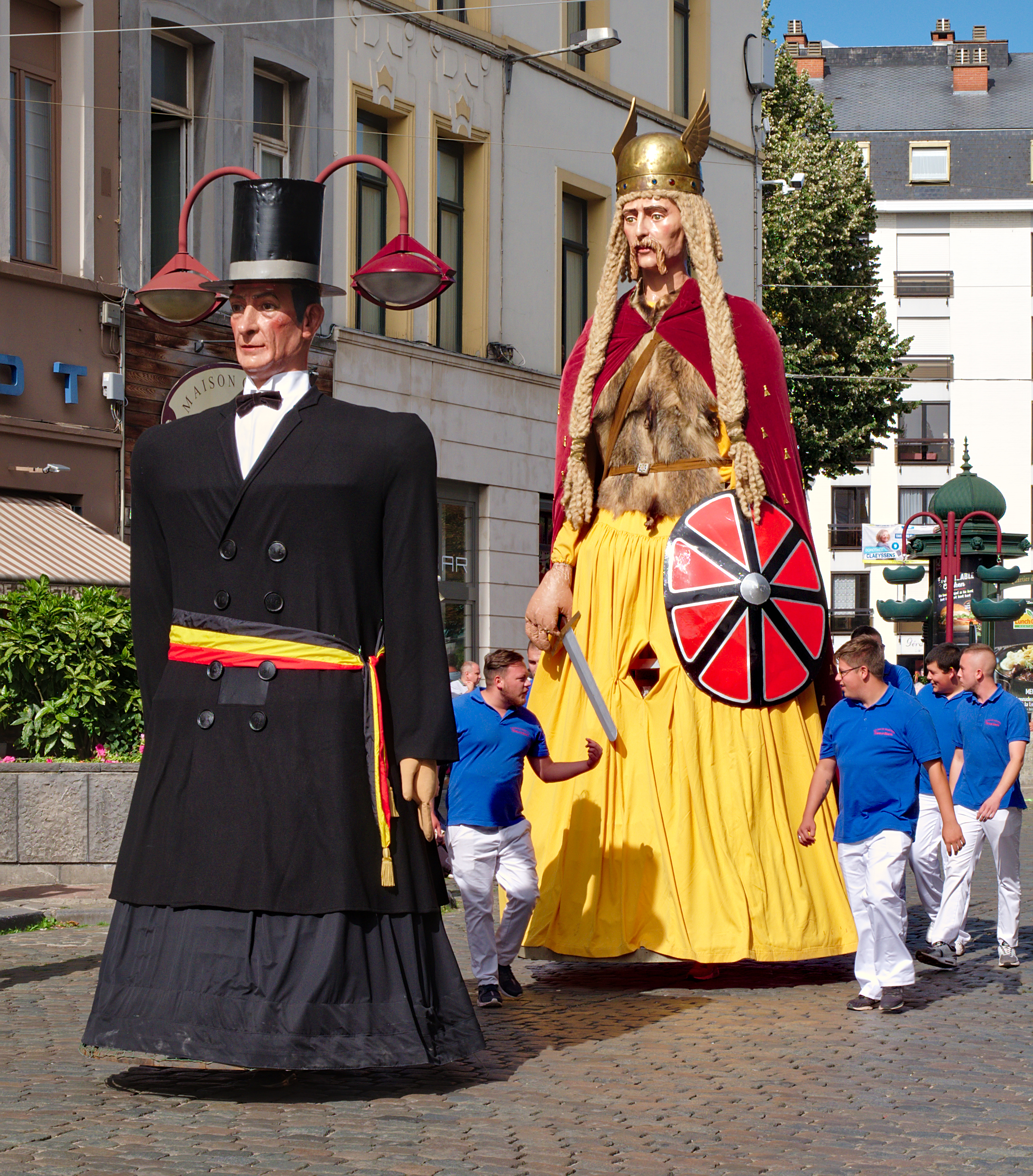
Géants de Tournai
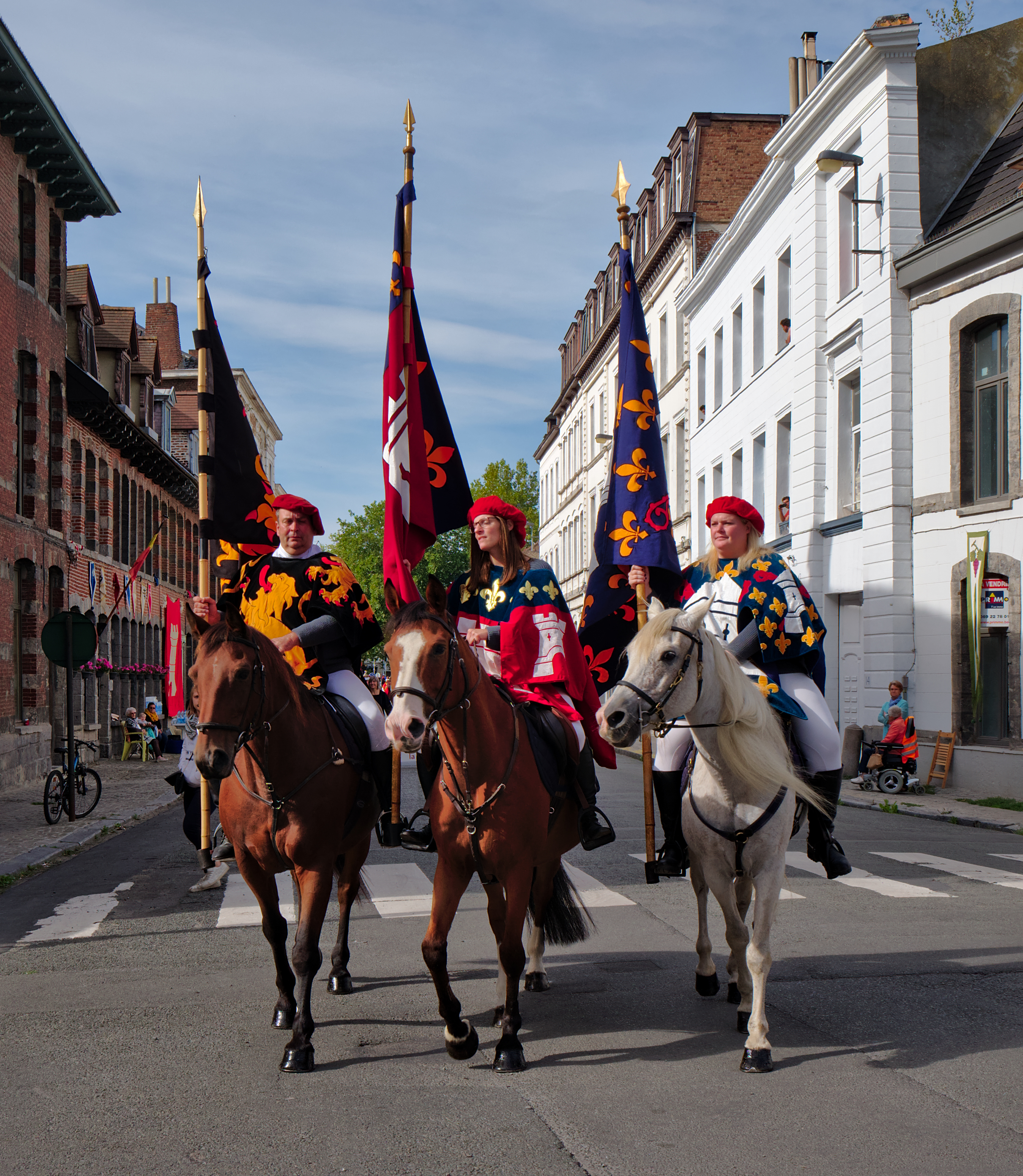
Trois hérauts à cheval